# Cyphernomicon
"The Cyphernomicon" és un document escrit per Timothy C. May el 1994 per a la llista de correu electrònic de Cypherpunks. En un format de preguntes freqüents, el document descriu algunes de les idees que hi ha al darrere i els efectes del cripto-anarquisme. És un dels documents fundacionals de la filosofia, que defensa la privacitat electrònica i la moneda digital anònima. Toca temes més esotèrics, com els mercats d'assassinats. Conté en tota la seva extensió l'assaig "The Crypto Anarchist Manifesto" de maig de 1992.

## Mostra
"The Cyphernomicon" es divideix en una jerarquia de seccions i subseccions:
| « | (anglès) 16.2 - SUMMARY: Crypto Anarchy 16.2.1. Main Points - "...when you want to smash the State, everything looks like a hammer." - strong crypto as the "building material" for cyberspace (making the walls, the support beams, the locks) 16.2.2. Connections to Other Sections - this section ties all the other sections together 16.2.3. Where to Find Additional Information - again, almost nothing written on this - Vinge, Friedman, Rand, etc. 16.2.4. Miscellaneous Comments - a very long section, possibly confusing to many | (català) 16.2 - Sumari: Cripto Anarquia 16.2.1. Principals punts - "...quan voleu aixafar l'Estat, tot sembla un martell." - la criptografia d'alt nivell com a "material de construcció" del ciberespai (construir els murs, les bigues de suport, els panys) 16.2.2. Connexions a d'Altres Seccions - aquesta secció enllaça totes les altres seccions 16.2.3. On Trobar Informació Addicional - de nou, gairebé res escrit sobre això - Vinge, Friedman, Rand, etc. 16.2.4. Comentaris diversos - una secció molt llarga, possiblement confusa per a molts | » |